# Dallas Austin
Pour les articles homonymes, voir Austin.
Dallas Austin, né le 29 décembre 1970 à Columbus (Géorgie), est un producteur du R&B et  hip-hop américain. Son frère cadet Johnta Austin est chanteur, auteur et compositeur.

## Discographie

### Productions
- A Few Good Men - Take a Dip
- After 7 - Takin' My Time
- Anastacia
- Another Bad Creation - Coolin' at the Playground Ya Know
- Aretha Franklin - Rose Is Still a Rose
- Berry Gordy, Jr. - Music, the Magic, The Memories of Motown
- Blu Cantrell - So Blu
- Brand New Heavies
- Boyz II Men - Cooleyhighharmony, Motownphilly, Boyz II Men II, Yo Te Voy a Amar
- Brandy - Never Say Never
- DJ Jazzy Jeff & The Fresh Prince - Code Red
- Deborah Cox - Deborah Cox
- Deep Dish  - Yoshiesque
- Deion Sanders
- Janet Jackson - Just a Little While
- Diana King - Shy Guy (Remixing)
- Eternal - Power of a Woman
- Fishbone - Chim Chim's Badass Revenge
- For Real - Free
- Funkmaster Flex - Vibe Hits, Vol. 1
- Glasswurk
- Gwen Stefani
- Goodie Mob - World Party
- Hi-Five - Faithful
- Highland Place Mobsters
- Illegal - Untold, Truth
- Indigo Girls - Shaming of the Sun
- Joyce "Fenderella" Irby
- J.T. Money  - Pimpin' on Wax, Blood Sweat and Years
- Jermaine Jackson - You Said
- Joi - Pendulum, Star Kitty's Revenge
- Kelis - Trick Me (Tasty)
- Lenny Kravitz - I Belong to You (Remixing)
- Los Vega - Life on Earth
- Leona Lewis
- Madonna - Secret, Power of Goodbye, Bedtime Stories
- Michael Jackson
- McFly - Above the Noise (album)
- Monica - Miss Thang, The Boy Is Mine
- Muzza Chunka - Fishy Pants
- Namie Amuro (Genius 2000, Break the Rules)
- N'Dea Davenport- N'Dea Davenport
- N-Toon - Toon Time, Shoulda Been My Girl
- Paula Abdul - Head over Heels, Crazy Cool
- Pink - M!ssundaztood
- Questionmark Asylum
- Richard Lugo - Boom
- Sammie - From the Bottom to the Top
- Shadz of Lingo - View to a Kill
- Shanice - Shanice
- Sugababes
- TLC - Ooooooohhh...On the TLC, Fanmail, Unpretty (Remixes), entre autres
- Tamia - Nu Day
- The Blueboy  Mother of All Swing, Vol. 2
- The Perfect Gentlemen - Perfect Gentlemen 1989
- 1-800-Funk
- Panther, (BO) 1995
- Poetic Justice, (BO) 1993
- Boomerang (film), (BO) 1992
- White Men Can't Jump, (OST)
- Carnival: Rainforest Foundation Concert, (compilation)